# 三道堰站
三道堰站，位于中华人民共和国四川省成都市郫都区三道堰镇，是成都市域铁路成灌线彭州支线上的火车站，于2014年4月30日启用，但至今未开办客运，所有列车均不停站通过。由成都铁路局管辖。

## 車站周邊
- 成都第二绕城高速公路

## 歷史
- 2014年4月30日正式启用。

## 外部連結
- 中国铁路客户服务中心（页面存档备份，存于）